# NewsPicks
NewsPicks（ニューズピックス）は、ユーザベースが運営する日本のソーシャル型オンライン経済メディア、ニュースサイトである。創業は2015年4月1日。主に日本語圏のニュースを取り上げて日本語で利用できる日本版（本記事で説明）と、米国など英語圏で利用できる米国版の2種類が存在する。

## 概要
国内外90以上のメディアから経済ニュースを配信。NewsPicks編集部が作成するオリジナル記事の配信もしている。ニュースを各業界の著名人や有識者がつけたコメントと共に読むことができるのが特徴。2015年度満足度No.1ニュースアプリに選ばれている。
YouTubeチャンネルを開設しており、一部の動画が無料公開されている。ロゴマークは抽象化したシマウマであり、一度変更され、より抽象化されている。

## 沿革
2017年3月にダウ・ジョーンズと50%ずつ出資した合弁会社NewsPicks USA, LLCを設立。同11月には、アリアナ・ハフィントン（ハフポスト創設者）やリチャード・ブランソン（ヴァージン・グループ創業者）、エドガー・ブロンフマン・ジュニア（ワーナー・ミュージック・グループ前会長）、ハーヴェイ・ピット（米国証券取引委員会元委員長）などがプロピッカー（コメンテーター）として参画する米国版NewsPicksを運営している。
2019年より「NewsPicksパブリッシング」という名義で出版業を開始している。
2020年6月に、幻冬舎との協業で運営していた書籍レーベル「NewsPicks Book」を終了すると発表。理由として、編集長を担当する幻冬舎・箕輪厚介の女性ライターに対するセクシャルハラスメント問題を重く受け止めた結果の判断と発表した。
2023年7月に、株式会社ユーザベースが株式会社ニューズピックスを吸収合併し、運営会社がユーザベースに変更。

## 会員数
無料を含めた会員ユーザー数は約470万人。有料会員数は、月額1,500円（年割プラン月額1,250円、学割プラン月額500円を含む）のプレミアム会員数、および月額5,000円のアカデミア会員数の合計数で147,156人（2019年12月時点）。

## 不祥事
一部の記事に掲載している写真について、権利元である該当報道機関の許可を得ずに加工した上で掲載していたことが日本新聞協会からの指摘により判明したとして、本サイトの運営会社であるユーザベースは2024年2月29日に謝罪した。

## 評価
- NewsPicksの考案者である梅田優祐は、投資銀行での経験から、興味のあるニュースに出会いたいという「発見の欲求」と、ニュースに対して自分なりの理解を深めたいという「理解の欲求」を満たす事で、ビジネスパーソンの創発を促し日々の意思決定を支えるために、NewsPicksを考案したと発言している[14][15]。
- 元経産官僚の宇佐美典也は「僕はネット界で"NewsPicks嫌い"で有名だ。嫌いなメディアナンバーワンだ」「試供品をたくさん集めて品評会をしているようなもの」とNewsPicksのありかたを批判している[16]。

## 配信番組
会員向けに番組を生放送で配信しており、スマートフォンのアプリやPCサイトから閲覧できる。主な撮影場所は株式会社ニューズピックス内スタジオ。一部の動画はYouTubeのニューズピックス公式チャンネルで無料公開されている。また、ニューズピックスの動画透かしやバックボードロゴが入った切り抜き動画が、出演者の名前を語るチャンネルに再投稿されている。著作権管理システム対策で一部画像が左右反転している再投稿も見られる。
| タイトル                  | 放送期間                | 放送時間             | 放送分 | 出演者                                                     |
| ------------------------- | ----------------------- | -------------------- | ------ | ---------------------------------------------------------- |
| HORIE ONE                 | 2019年5月11日-          | 月曜日 21:00-22:00   | 60分   | 堀江貴文、ゲスト                                           |
| THE UPDATE                | 2019年1月8日 -          | 火曜日21:00 - 22:05  | 65分   | 古坂大魔王、奥井奈々、佐々木紀彦、箕輪厚介、ゲスト         |
| WEEKLY OCHIAI             | 2018年5月30日 -         | 水曜日 21:00 - 22:00 | 60分   | 落合陽一、佐々木紀彦、石山アンジュ、ゲスト                 |
| OFFRECO.                  | 2020年5月22日-          | 金曜日 21:00 - 22:00 | 60分   | 吉村崇、三浦崇宏、麻野耕司                                 |
| NewsPicksドキュメンタリー | 2019年6月24日-          | 不定期               |        |                                                            |
| メイクマネー              | 2018年3月30日 - 9月29日 | 土曜日 20:00 - 20:30 | 30分   | 堀江貴文、前田裕二、佐山展生、岡島悦子、楠木建、古坂大魔王 |

- 太字は現在も放送中の番組